# نخلی‌نواریان
نخلی‌نواریان (نام علمی: Hemigalinae) نام یک زیرخانواده از تیره زبادان است.